# Ageos z Argos
Ageos z Argos (gr. Ἀγεύς) – starożytny grecki biegacz, olimpijczyk. Syn Arystoklesa z Argos. Zwyciężył w biegu na długi dystans (dolichos) na igrzyskach olimpijskich w 328 p.n.e. Po zdobyciu wieńca jeszcze tego samego dnia przebiegł ponad 100-kilometrową trasę do miasta ojczystego, by donieść rodakom o swoim triumfie. Wygrał także zawody biegowe na Lykajach w 315 p.n.e.